# Mattias Ardin
Nils Tomas Mattias Ardin (ursprungligen Lundkvist), född 29 maj 1969 i Skärholmens församling i Stockholm, är en svensk militär.

## Biografi
Ardin avlade officersexamen vid Krigsskolan 1991 och utnämndes samma år till fänrik vid Gotlands luftvärnsbataljon (1994 ombenämnd till Gotlands luftvärnskår), där han tjänstgjorde under resten av 1990-talet. Han befordrades 1994 till löjtnant och 1996 till kapten. Han var chef för planeringssektionen på brigadstaben vid svenska Kosovostyrkan 2004 och vid denna tid befordrades han till överstelöjtnant. Han var stabschef vid brittisk-svenska Provincial Reconstruction Team i Mazar-e-Sharif 2005–2006 under svenska insatsen i Afghanistan. Under 2006 var han chef för svenska insatsen i Afghanistan och därpå chef för insatsledningsavdelningen (G3) i Arméns taktiska kommando i Operativa enheten i Högkvarteret 2006–2007 och chef för Ground 3 Ledning (G3) i Arméns taktiska stab i insatsledningen i Högkvarteret 2007–2008. Därefter var han chef för Internationella utbildningsenheten vid Livgardet.
Efter att ha befordrats till överste var han 2012–2016 chef för rikshemvärnsavdelningen i produktionsledningen i Högkvarteret. Inför att Försvarsmakten åter skulle bygga upp förband på Gotland var Ardin samordnare för Gotland vid arméavdelningen i produktionsledningen i Högkvarteret från och med den 1 juli till och med den 30 september 2016 samt från och med den 1 oktober 2016 till och med den 31 december 2017 chef för ”framskjuten ledningsfunktion Gotland”. Den 1 januari 2018 tillträdde Ardin som chef för det återetablerade Gotlands regemente. Den 31 mars 2022 tillträdde Ardin som chef för Mellersta militärregionen. Den 1 mars 2023 tillträdde Ardin den nya befattningen ställföreträdande rikshemvärnschef. Ardin utnämndes samtidigt som brigadgeneral.

## Utmärkelser
- Hemvärnets bronsmedalj (HvBM), 11 oktober 2014[11]